# Vilouna Phetmany
Vilouna Phetmany   (Vientiane), més coneguda com «Tot Lina» és una actriu laosiana.

## Biografia
Phemany va néixer en una família laosiana i es va criar a Vientiane, Laos. Va començar a fer de model després de l'escola secundària, tot i que ser model en aquell moment significava representar la cultura laosiana i grans valors en lloc de vendre roba. Quan Laos va començar a obrir-se al món exterior, es va trobar amb la dificultat que els laosians preferien models de pell clara. Va persistir i finalment va tenir èxit com a model i després com a estrella pop, personalitat de televisió i actriu en anuncis comercials.
El 2016, va ser triada en el paper principal en la pel·lícula Nong Hak (que va ser llançada com a Dearest Sister en anglès), dirigida per Mattie Do. Dearest Sister va ser seleccionada com a candidata laosiana a la millor pel·lícula en llengua estrangera en els 90è Premis de l'Acadèmia, la primera vegada que Laos ha presentat una pel·lícula per a la seva consideració en aquesta categoria.
Phemany també és coneguda pel seu nom artístic «Tot Lina».